# Репродукція (фільм)
«Репродукція» (англ. Replicas) — американський науково-фантастичний фільм 2018 року режисера Джеффрі Начманоффа.

## Сюжет
Вілл Фостер — талановитий біолог, життя якого могло скластися інакше, якби його родина не загинула в автокатастрофі. Тепер йому стали байдужі закони держави, в якій він живе, йому плювати на етичні статути наукового співтовариства. Він навіть готовий вступити в протистояння з природою. Важливо тільки одне — повернути близьких. Але коли інформація про нього доходить до керівництва фірми, в якій працює головний герой, на вченого і відроджених ним дружину і дітей починається полювання.

## Виробництво
Фільм «Репродукція» знятий в жанрі науково-фантастичного трилера. Режисером виступив Джеффрі Начманофф, відомий за фільмами «Зрадник» і «Післязавтра». На створення фільму закладено 30 млн дол. Знімальний процес стартував в серпні 2016 року в Пуерто-Рико. Головну роль виконав Кіану Рівз.

## Ролі
| Актор           | Роль                        |
| --------------- | --------------------------- |
| Кіану Рівз      | Вілл Фостер (вчений-біолог) |
| Еліс Ів         | Мона Фостер (дружина)       |
| Томас Мідлдітч  | Ед Віттл                    |
| Емілі Елін Лінд | Софі                        |
| Джон Ортіс      | Джонс                       |
| ЕмДжей Ентоні   | Метт Фостер                 |
| Ньяша Гатенді   | Скотт                       |